# White Cloud Island
White Cloud Island är en ö i Kanada.   Den ligger i provinsen Ontario, i den sydöstra delen av landet, 400 km väster om huvudstaden Ottawa.
Omgivningarna runt White Cloud Island är en mosaik av jordbruksmark och naturlig växtlighet. Runt White Cloud Island är det glesbefolkat, med 10 invånare per kvadratkilometer.